# Dürbheim
Dürbheim település Németországban, azon belül Baden-Württembergben. Lakosainak száma 1728 fő (2023. december 31.). Dürbheim Balgheim, Böttingen és Rietheim-Weilheim községekkel határos.

## Népesség
A település népessége az elmúlt években az alábbi módon változott:
| Lakosok száma | 1057 | 1179 | 1266 | 1268 | 1274 | 1384 | 1531 | 1683 | 1634 | 1728 |
|               | 1961 | 1967 | 1974 | 1980 | 1986 | 1993 | 1999 | 2005 | 2012 | 2023 |